# Маунт-Лофти (хребет)
Маунт-Лофти (англ. Mount Lofty) — горная цепь Австралии, расположенная к востоку от Аделаиды (Южная Австралия).

## География
Протяжённость хребта Маунт-Лофти — около 300 км. Хребет простирается от самой южной точки полуострова Флёрьё на мысе Джервис на север к Питерборо. В окрестностях Аделаиды они отделяют Аделаидские равнины от обширных равнин, которые окружают реку Муррей. Затем хребет на восток до границы со штатом Виктория.
Туристическая тропа Хейсен-Трейл проходит почти по всей длине хребта, переходя на хребет Флиндерс около Халлетта.
Горы Маунт-Лофти имеют средиземноморский климат с умеренным количеством осадков, приносимых юго-западными ветрами, жарким летом и прохладной зимой. Южные отроги более влажные (с 900 мм осадков в год), чем северные (400 мм).

## Экология

### Флора
Естественная растительность склонов хребта Маунт-Лофти — эвкалиптовый лес, смешанный на нижних склонах с зарослями акации густоцветковой, с кустарниками и травами. Местная флора включают в себя ряд эндемичных орхидей. Экология Маунт-Лофти похожа на таковую на соседнем острове Кенгуру, который включён Всемирным фондом дикой природы в экорегион Маунт-Лофти. В западной части острова Кенгуру больше открытого леса, содержащего эвкалипт Eucalyptus cladocalyx и аллоказуарину Allocasuarina verticillata. В целом на острове больше эндемичных видов растений, чем на материке.

### Фауна
Хребет является местообитанием для ряда сумчатых, таких как коала, западный серый кенгуру, малый бандикут и кенгуру Евгении на острове Кенгуру, а также однопроходных ехидны и утконоса (последний только на острове Кенгуру). Из птиц в экорегионе обитают краснолобый мягкохвостый малюр, который является эндемичным для полуострова Флёрьё. Есть много рептилий, включая исчезающего сцинка Tiliqua adelaidensis.